# Железничка станица Прешево
Железничка станица Прешево је последња станица на прузи Ниш-Прешево. Налази се у насељу Прешево у општини Прешево. Пруга се наставља ка Табановцу у једном и Букаревцу у другом смеру. Железничка станица Прешево састоји се из 4 колосека.